# Chinchilla lanigera
Espèce
Statut de conservation UICN

 EN  : En danger
Statut CITES
Le Chinchilla à longue queue ou Chinchilla lanigère (Chinchilla lanigera Bennett 1829), est une espèce de Rongeurs de la famille des Chinchillidés. C'est un animal nocturne, de taille moyenne, à la fourrure grise très douce et dense, qui vit dans la Cordillère des Andes à l'état sauvage. Exterminé pour sa peau au XIXe siècle, il est considéré comme étant une espèce en danger d'extinction.
Il ne faut pas confondre cette espèce sauvage avec le chinchilla domestique, parfois appelé Chinchilla lanigère, un hybride d'élevage (Chinchilla lanigera x Chinchilla chinchilla) qui n'est pas concerné par ce statut de protection.

## Description de l'espèce
Pour un article plus général, voir Chinchilla.
Taille : corps de 26 à 27 cm et queue de 14,5 cm.
Poids adulte: 400g à 500g (Jiménez, 1994)
Caractéristiques : Taille d'un petit lapin. Grandes oreilles, longue queue composée de 23 vertèbres , corps moins massif, fourrure originairement de teinte variant du gris bleuté au brun, moins fournie que l'espèce Chinchilla chinchilla.
Morphologie : voir l'article sur le genre Chinchilla.
Ils se reproduisent en octobre-décembre, C'est-à-dire en été. La gestation dure 111 jours et chaque portée est de 1 ou 2 petits dans la nature (jusqu'à 6 en captivité).
Leur moyenne de vie est de 10 à 15 ans
Habitat : Hautes Andes du Chili central, plus vers la côte que le chinchilla chinchilla, toujours en dessous de 2000 m. Des colonies sauvages survivent encore dans la nature. Elles forment une métapopulation dont les interconnexions assurent la viabilité de l'espèce (Jiménez, presse).
Nourriture : Comme les membres du genre Chinchilla, le Chinchilla à longue queue a un régime plutôt végétarien opportuniste. Au Chili, il affectionne tout particulièrement certaines plantes, comme le Balsamocarpon brevifolium, espèce malheureusement elle aussi en danger.

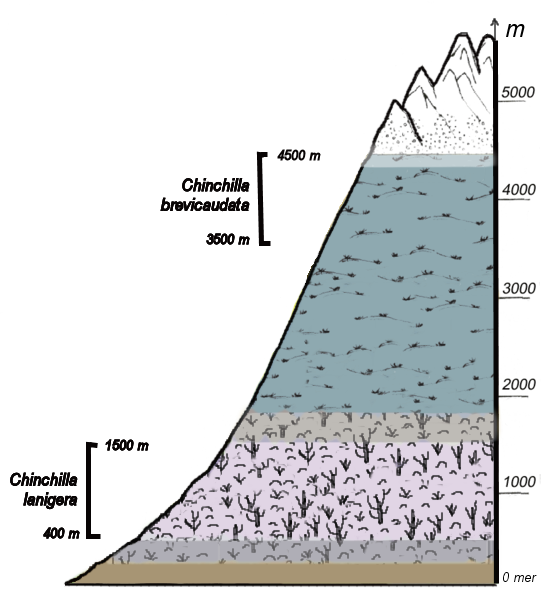
Altitudes fréquentées par les chinchillas à longue queue sauvages des Andes chiliennes comparées à celles où pourrait encore habiter le Chinchilla à queue courte.
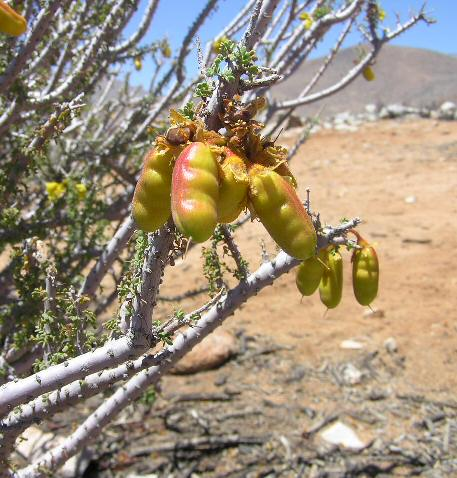
Balsamocarpon brevifolium, Chili. Plante favorite du Chinchilla lanigera (Jimenez, 2007).

## Utilisation par l'homme
- Santé: Autrefois, les habitants du haut plateau Péro-bolivien et ceux du nord du Chili et de l'Argentine utilisaient comme diurétique les excréments du Chinchilla lanigera (J.A.Domingez).
- Chassé pour sa viande et sa fourrure comme tous les chinchillas sauvages.
- Élevage: Les premiers chinchillas domestiques sont issus de quelques Chinchilla lanigera.
- Laboratoires: Le Chinchilla lanigera, plus ou moins génétiquement pur, est utilisé assez souvent en expérimentation biologique, par exemple pour ses oreilles, remarquablement proches de celles des humains.
- Compagnon: Le Chinchilla lanigera, doux, attendrissant, vif, curieux et intelligent est majoritairement présent dans les formes hybrides à usage d'animal de compagnie.

## Survie de l'espèce

### Redécouverte
Le Chinchilla lanigera sauvage était considéré comme exterminé par les chasseurs, mais il fut « redécouvert » en 1975, sous l'impulsion du CONAF, service des forêts chilien, par Mohlis (US Peace Corps) et un ancien chichillero, Pena (Jiménez, 1990). On se mit alors à l'étudier de façon scientifique.

### Mesures de protection de cette espèce
Le chinchillas lanigera bénéficie depuis 1983 d'une réserve naturelle au Chili: La Réserve nationale de Las Chinchillas. Dans la vallée de Choapa, sur 4.220 ha, les chinchillas sont protégés dans leur habitat naturel aride, parmi les rochers et les cactus où ils dissimulent leurs galeries dans la partie supérieure des collines exposées au nord. Ce parc est soutenu par la WWF. On a estimé la population à 5500 individus dans la réserve Las Chinchillas, sans compter ceux qui vivent en dehors (UICN 1994).

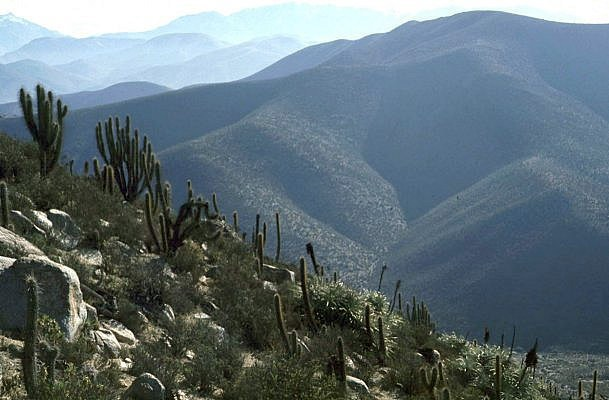
Collines rocheuses dans la région de Auco, habitat du Chinchilla lanigera sauvage.

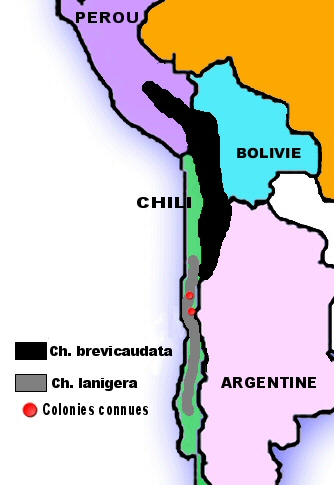
Ancienne distribution du Chinchilla chinchilla (Ch. bravicaudata) et du Chinchilla lanigera en Amérique du Sud et dernières colonies actuelles de Chinchillas à longue queue connues (d’après Jiménez, 1995)

Entre 1985 et 1990 on a découvert d'autres populations isolées de Chinchilla lanigera en dehors de la zone protégée, autour de la ville de Auco, et une colonie de 46 ha à 250 km plus au nord (Jiménez, 1995). Les chinchillas n'ont qu'une ou deux portée de un ou deux petits par an (Jiménez, presse). En 10 ans la surface de leur habitat a diminué de 50 %. Les colonies diminuent en taille et en nombre et sont plus dispersées. Constituées de 50 à 500 individus seulement, elles semblent trop petites pour être viables (Jiménez, 1990). Elles doivent donc pouvoir communiquer entre elles pour se perpétuer en tant que métapopulation (Hanski & Gilpin ou Lankester, 1991).
Le docteur chilien Jaime E.Jiménez a entrepris leur étude durant plusieurs années à l’aide des techniques modernes. Il ressort de cette étude publiée en 1995 que :
- Seules 19 des 43 colonies sont dans la réserve,
- Leur aire va de 1,5 ha à 113 ha,
- 59 % des colonies ont moins de 50 individus, donc à haut risque d’extinction,
- Les colonies sont plus rapprochées entre elles, ce qui facilite les échanges, dans la réserve (moins de 1200m) qu’en dehors (jusqu’à 2000m). Il n’y a pas de corrélation entre la taille d’une colonie et la distance qui la sépare des autres.
- La bordure des territoires est 50 % plus large dans la réserve et leurs formes sont plus ovales car les chinchillas y sont moins perturbés.
- Si certains individus peuvent rester 6 ans dans la même zone, un individu peut aussi aller très loin et les colonies se déplacent de 100m d’altitude en fonction des saisons.(Jiménez, 1990).
- Les prédateurs naturels, oiseaux de proie et renards font assez peu de dégâts, mais les chats et chiens des humains effraient les colonies.
- Les obstacles aux échanges entre colonies sont amplifiés par : la déforestation, le pâturage des chèvres, l’activité minière (Noss, 1987), les voies de circulation et les incursions illégales dans la réserve.

En conséquence, pour sauver le chinchilla à longue queue sauvage il faudrait que la réserve naturelle chilienne, Las Chinchillas, soit arrondie vers le sud pour englober plus de colonies et qu’une zone tampon sans habitations soit créée tout autour. Faute de quoi, ce chinchilla sauvage pourrait disparaître inexorablement.
En 1996, Chinchilla lanigera est déclaré "vulnérable" par L'UICN .
En 2008, ce statut de conservation a été révisé comme étant « en danger critique » d'extinction. En 2015, seules deux colonies sont encore connues et le nombre d'individus a continué à diminuer de 36%. Toutefois, la restauration de leur habitat hors de la zone de réserve a permis de conserver des populations sur une aire d'environ 72 km2, ce qui fait passer l'espèce au statut « en danger » seulement, malgré la proximité inquiétante d'exploitations minières.

## Nomenclature et systématique
"Laniger" voudrait dire générateur de laine (Gotch, 1979).
Bien qu'il soit souvent appelé Chinchilla laniger, car il descend majoritairement du Chinchilla lanigera, le chinchilla domestique ne peut pas survivre dans la nature. On le considère plutôt comme étant un hybride d'élevage (Chinchilla laniger x Chinchilla chinchilla) car il a été croisé depuis sa domestication dans le but d'améliorer sa fourrure et sa résistance.
Synonymes: Chinchilla laniger; Mus laniger, Molina, 1782; Cricetus chinchilla Fischer 1814 ; Cricetus laniger (E.Geoffroy St.-Hilaire, 1803); Lemmus laniger (Tiedemann, 1808); Callomys laniger (d’orbigny et I. Geoffroy St.-Hilaire, 1830); Lagostomus laniger (Cuvier, 1830); Aulacodus laniger (Kaup, 1832); Chinchilla velligera Prell, 1934;  Chinchilla chinchilla velligera(?) (Osgood, 1943).
Autres noms locaux: chinchilla du Chili, chinchilla costina, Chinchilla de la Plata,
En 2003, Valladares et Spotorno ont déposé une demande auprès de la Commission internationale de nomenclature zoologique pour que l’on conserve, en accord avec les données moléculaires, le nom d’espèce Mus Laniger Molina, 1782, à la place de Chinchilla laniger (Molina, 1782). Demande en attente de réponse.
Éventuelles sous-espèces, non confirmées:
- Chinchilla de la Plata:

Ossature plus solide, corps arrondi et compact. Tête courte et large. Animal plus gros.
- Chinchilla costina

Ossature plus fine. Membres inférieurs plus longs. Corps plus fin avec une tête plus fine et triangulaire.
Semblable au type la Plata mais un tiers plus petit environ, le rat chinchilla, ou chinchilla nain, est en fait une autre espèce du genre Abrocoma : Abrocoma cinerea.

#### Bases taxinomiques
- (en) Mammal Species of the World (3e  éd., 2005) :  Chinchilla lanigera   Bennett, 1829
- (en) Brainmuseum : Chinchilla lanigera
- (en) Catalogue of Life : Chinchilla lanigera Bennett, 1829 (consulté le 16 décembre 2020)
- (fr + en) ITIS : Chinchilla lanigera  (Molina, 1782)
- (en) Animal Diversity Web : Chinchilla lanigera
- (en) NCBI : Chinchilla lanigera (taxons inclus)
- (en) UICN : espèce Chinchilla lanigera Bennett, 1829 (consulté le 11 février 2021)
- (en) CITES : Chinchilla lanigera (Molina, 1782)  (+ répartition sur Species+) (consulté le 18 mai 2015)
- (fr) CITES : taxon  Chinchilla lanigera (sur le site du ministère français de l'Écologie) (consulté le 18 mai 2015)
- (fr + en) GBIF : Chinchilla lanigera Bennett, 1829

#### Autres sites
- (en) Fonds documentaire ARKive : Chinchilla lanigera
- Campbel, "Chinchilla - A Vanishing American" Nature Magazine, 1926. Site etc-etc.com  (en)
- Jaime E. Jiménez, The extirpation and current status of wild Chinchillas , Departement of Wildlife Ecology and Conservation, University of Florida, Gainesville, Florida USA. 1995.(en) Lire le document PDF